# クアール (イタリア)
クアール、カール（フランス語: Quart [kaʁ]）は、イタリア共和国ヴァッレ・ダオスタ州にある、人口約4,100人の基礎自治体（コムーネ）。

## 地理

### 位置・広がり

#### 隣接コムーネ
隣接するコムーネは以下の通り。
- ブリソーニュ
- ニュス
- オヤス
- ポレアン
- サン＝クリストフ
- サン＝マルセル
- ヴァルペリーヌ

## 行政

### 分離集落
クアールには、以下の分離集落（フラツィオーネ）がある。
- Argnod, Éclou, L'Amérique, Les Cleyves, Trois-Villes, La Montagne, Villair de Quart, Villefranche (capoluogo), Ville-sur-Nus, Petit-Français, Impériau, Torrent-de-Maillod, Villeneuve, Champlan, Larey, Avisod, Bagnère, Chantignan, Chétoz, La Combe, Cort, Crétallaz, Créton, Effraz, Jeanceyaz, Morgonaz, Olleyes, Porsan, Seran, Teppe, Lillaz, Vignil, Povil, Vollein.